# Die Vaderland

Die Vaderland (La terre des pères en afrikaans, équivalent de la mère patrie)  était un quotidien national du soir d'Afrique du Sud fondé en 1915 et publié à Johannesbourg puis à Pretoria par le groupe de presse Afrikaanse Pers devenu le groupe Perskor en 1971.
La première publication de Die Vaderland a lieu en 1915 à Pretoria. C'est alors un journal nationaliste afrikaner proche du tout nouveau parti national de James Barry Hertzog. En 1931, le titre est acquis par le groupe Afrikaanse Pers Beperk. Sa ligne politique évolue vers le centrisme. Il apporte alors son soutien à la coalition gouvernementale de James Barry Hertzog et de Jan Smuts et à la fondation du Parti uni.
Après la victoire du parti national aux élections générales de 1948, il continue à afficher une ligne éditoriale pro-gouvernementale. 
En 1983, la publication du titre est transférée de Johannesbourg à Pretoria comme Die Transvaler, consacrant la victoire de leur concurrent Beeld sur le contrôle du lectorat afrikaans de Johannesbourg. 
À la suite des difficultés financières du groupe Perskor, le titre cesse de paraitre en 1993.